# Dominik Becker
Dominik Becker (* 9. Januar 2000 in Koblenz) ist ein deutscher Fußballspieler.

## Karriere

### Verein
Er begann mit dem Fußballspielen in seiner Heimatstadt in den Jugendabteilungen des VfR Eintracht Koblenz. Später wechselte er zur TuS Koblenz. Im Sommer 2013 wechselte er in die Jugendabteilung des 1. FC Köln. Für seinen Verein bestritt er 34 Spiele in der B-Junioren-Bundesliga und 33 Spiele in der A-Junioren-Bundesliga, bei denen ihm insgesamt ein Tor gelang. Im Sommer 2019 wechselte er in die Regionalliga Nord zur 2. Mannschaft von Werder Bremen.
Nachdem er für seinen Verein zu 33 Ligaeinsätzen kam und auch bei einem Spiel im Spieltagskader der ersten Mannschaft in der 2. Bundesliga stand, wurde er im Januar 2022 in die 3. Liga zum 1. FC Saarbrücken verliehen. Dort kam er auch zu seinem ersten Einsatz im Profibereich, als er am 28. Februar 2022, dem 28. Spieltag, beim 5:1-Auswärtssieg gegen Türkgücü München in der Startformation stand.
Zur Saison 2023/24 verpflichtete ihn der 1. FC Saarbrücken fest. Im Sommer 2025 verließ er den Verein nach seinem Vertragsende.

### Nationalmannschaft
Becker bestritt in den Jahren 2016 bis 2018 für die U-17, die U-18 und die U-19 des Deutschen Fußball-Bundes insgesamt 19 Länderspiele, bei denen ihm ein Tor gelang. Mit der U-17 nahm er im Mai 2017 an der U17-Europameisterschaft 2017 und im Oktober 2017 an der U17-Weltmeisterschaft in Indien teil.